# Ophiothrix nereidina
Ophiothrix nereidina är en ormstjärneart som först beskrevs av Jean-Baptiste Lamarck 1816.  Ophiothrix nereidina ingår i släktet Ophiothrix och familjen Ophiothrichidae. Inga underarter finns listade i Catalogue of Life.